# Zonsverduisteringen van 1831 t/m 1840
De periode 1831 t/m 1840 bevat 22 zonsverduisteringen. Deze zijn onderverdeeld in de volgende typen:
- 9 totale
- 8 ringvormige
- 0 hybride
- 5 gedeeltelijke

## Overzicht
Onderstaand overzicht bevat alle details van deze zonsverduisteringen.
| Datum        | UTC op Max | Type         | Stijl                       | Saros nr | Magni- tude | Lengte op Max | Coördinaten op Max |
| ------------ | ---------- | ------------ | --------------------------- | -------- | ----------- | ------------- | ------------------ |
| 12 feb. 1831 | 17:21:45   | ringvormig   | centraal                    | 118      | 0.9807      | 1m 57s        | 31.9n 88.3w        |
| 7 aug. 1831  | 22:15:59   | totaal       | centraal                    | 123      | 1.0349      | 3m 20s        | 24.9z 160.9w       |
| 1 feb. 1832  | 22:30:14   | ringvormig   | centraal                    | 128      | 0.9344      | 8m 35s        | 15.3z 154.4w       |
| 27 juli 1832 | 14:01:06   | totaal       | centraal                    | 133      | 1.0776      | 6m 46s        | 24.5n 27.9w        |
| 20 jan. 1833 | 21:56:55   | ringvormig   | centraal                    | 138      | 0.9155      | 7m 59s        | 60.6z 137.4w       |
| 17 juli 1833 | 07:08:02   | totaal       | centraal                    | 143      | 1.0591      | 3m 29s        | 77.5n 92.5o        |
| 9 jan. 1834  | 22:55:31   | gedeeltelijk |                             | 148      | 0.4418      | -             | 67.8z 11.3o        |
| 7 juni 1834  | 10:08:38   | gedeeltelijk |                             | 115      | 0.9295      | -             | 64.6z 55.4o        |
| 30 nov. 1834 | 18:56:35   | totaal       | centraal                    | 120      | 1.0233      | 2m 2s         | 34.9n 91.6w        |
| 27 mei 1835  | 13:35:42   | ringvormig   | centraal                    | 125      | 0.9486      | 6m 44s        | 5.3n 20.2w         |
| 20 nov. 1835 | 10:31:58   | totaal       | centraal                    | 130      | 1.0510      | 4m 35s        | 10.7z 21.6o        |
| 15 mei 1836  | 14:01:39   | ringvormig   | centraal                    | 135      | 0.9509      | 4m 47s        | 45.1n 44.4w        |
| 9 nov. 1836  | 01:29:26   | totaal       | centraal                    | 140      | 1.0191      | 1m 28s        | 46.1z 136.8o       |
| 5 apr. 1837  | 07:35:30   | gedeeltelijk | laatste eclips Sarosserie   | 107      | 0.0651      | -             | 61.3z 145.6o       |
| 4 mei 1837   | 18:48:28   | gedeeltelijk |                             | 145      | 0.6381      | -             | 62.3n 133.9o       |
| 29 okt. 1837 | 11:19:24   | gedeeltelijk |                             | 150      | 0.4542      | -             | 61.9z 110.5w       |
| 25 mrt. 1838 | 21:52:16   | totaal       | centraal                    | 117      | 1.0505      | 3m 39s        | 39.7z 118.3w       |
| 18 sep. 1838 | 20:55:56   | ringvormig   | centraal                    | 122      | 0.9289      | 6m 6s         | 52.4n 90.6w        |
| 15 mrt. 1839 | 14:13:42   | totaal       | centraal                    | 127      | 1.0520      | 4m 20s        | 5.1z 29.5w         |
| 7 sep. 1839  | 22:23:26   | ringvormig   | middelste eclips Sarosserie | 132      | 0.9661      | 3m 34s        | 12.8n 152.7w       |
| 4 mrt. 1840  | 03:58:22   | ringvormig   | centraal                    | 137      | 0.9995      | 0m 3s         | 30.6n 101.7o       |
| 27 aug. 1840 | 06:37:32   | totaal       | centraal                    | 142      | 1.0195      | 1m 45s        | 24.3z 62.9o        |

### Legenda
| Kolomhoofd         | Uitleg                                                                                                |
| ------------------ | --- |
| Datum              | Datum op het moment van het maximum van de eclips                                                     |
| UTC op Max         | Tijd in UTC op het moment van het maximum van de eclips                                               |
| Type               | Type van de eclips                                                                                    |
| Stijl              | Binnen een type zijn verschillende stijlen mogelijk                                                   |
| Sarosnr            | Het nr van de sarosreeks waartoe de eclips behoort                                                    |
| Magnitude          | Percentage van verduistering van de middellijn van de zon op het moment van het maximum van de eclips |
| Lengte op Max      | Tijdsduur van de eclips op de plek met het maximum                                                    |
| Coördinaten op Max | Coördinaten op het moment van het maximum van de eclips                                               |